# Água boricada
Água boricada é uma solução límpida, incolor e inodora a 3% de ácido bórico. Possui ação anti-séptica, atuando como antibacteriano e antifúngico. Seu uso é externo, em afecções da pele e oculares. Atualmente é proibida em muitos países. 